# Северна Маријанска Острва на Светском првенству у атлетици на отвореном 2015.
Северна Маријанска острва су учествовала на Светском првенству у атлетици на отвореном 2015 одржаном у Пекингу од 22. до 30. августа дванаести пут. Репрезентацију Северно Маријанских острва представљао је један такмичар који се такмичио у трци на 200 метара.,.
На овом првенству такмичар Северних Маријанских острва није освојило ниједну медаљу, али поставио је нови лични рекорд.

## Учесници
Мушкарци:
- Beouch Ngirchongor — 200 м

## Резултати

### Мушкарци
| Атлетичар          | Дисциплина | Лични рекорд | Квалификације | Квалификације | Полуфинале           | Полуфинале           | Финале               | Финале       | Детаљи |
| Атлетичар          | Дисциплина | Лични рекорд | Резултат      | Место         | Резултат             | Место                | Резултат             | Место        | Детаљи |
| ------------------ | ---------- | ------------ | ------------- | ------------- | -------------------- | -------------------- | -------------------- | ------------ | ------ |
| Beouch Ngirchongor | 200 м      | 24,29        | 23,93 ЛР      | 9 гр 2        | Није се квалификовао | Није се квалификовао | Није се квалификовао | 54 / 54 (60) |        |